# Ядгир (округ)
Я́дгир (канн. ಯಾದಗಿರಿ ಜಿಲ್ಲೆ; англ. Yadgir) — округ в индийском штате Карнатака. Образован 10 апреля 2010 года из части территории округа Гулбарга. Административный центр — город Ядгир. Площадь округа — 5161 км². По данным всеиндийской переписи 2001 года население округа составляло 956 180 человек.